# Juan Manuel Figueroa Quintana
Juan Manuel Figueroa Quintana (Cusco, 10 de febrero de 1961) es un abogado y político peruano. Fue congresista de la república en el periodo 2001-2006 por el Partido Aprista Peruano.

## Biografía
Nació en el Departamento del Cusco, el 10 de febrero de 1961. 
Realizó sus estudios primarios en el Colegio Nacional de Ciencias y los secundarios en el Colegio Salesiano del Cuzco. Luego, estudió la carrera de Derecho en la Universidad Nacional Federico Villarreal donde logró graduarse como abogado.

## Carrera política

### Congresista de la República
Es militante del Partido Aprista Peruano y se inició en la política como candidato al Congreso de la República en las elecciones parlamentarias del 2001. Resultó elegido como congresista por el departamento del Cusco para el periodo parlamentario 2001-2006.
Intentó la reelección sin éxito en las elecciones parlamentarias del 2006.